# فرسیئن
شهر فرسیئن (به فرانسوی: Farciennes) در شهرستان شرلروآ  در استان انو  در منطقه فدرال والوون در کشور بلژیک واقع شده‌است.